# Station Berlin-Lichterfelde Ost
Station Berlin-Lichterfelde Ost is een spoorwegstation in Steglitz-Zehlendorf, in de Duitse stad Berlijn. Het station werd in 1868 geopend.
Het station is anno 2022 een halte voor drie Regional-Express-lijnen (RE3, RE4, RE8) en voor de S-Bahn, te weten de lijnen S25 en S26.